# 1984년 동계 올림픽 세네갈 선수단
1984년 동계 올림픽 세네갈 선수단은 유고슬라비아 사라예보에서 개최된 1984년 동계 올림픽에 참가한 올림픽 세네갈 선수단이다. 이번 대회에서 라민 궤예가 세네갈의 대표선수로 나타내졌는데, 라민 궤예는 최초의 아프리카 흑인 스키 선수이다.

## 참조
- 올림픽 공식 결과 보관됨 2012-02-04 - 웨이백 머신